# Radio Salomon
Radio Salomon je slovenska komercialna radijska postaja.  
Radio Salomon je z oddajanjem pričel leta 1993. Program je do 11. 11. 2022 pokrival območje Ljubljane na 101,6 MHz in območje Gorenjske na 87,7 MHz. Od 11. 11. 2022 na bivših Salomonovih FM-frekvencah oddaja Best FM, program, usmerjen v balkansko turbofolk glasbo. Program Radia Salomon je še naprej slišen preko interneta in v DAB+ omrežju v okviru multipleksa R1, ki pokriva celotno Slovenijo. Jeseni 2022 je bila lansirana tudi aplikacija za mobilne telefone, preko katere je možno poslušati program v živo in posnetke preteklih oddaj, na voljo pa so tudi posnetki starih Power Mix kompilacij, redno se osvežujejo DJ seti svetovno priznanih didžejev.   
Spored radia Salomon sestavljajo aktualni in pretekli hiti popularne (elektronske) glasbe. Poudarek je predvsem na glasbi iz devetdesetih let. Program je bil konec devetdesetih in v začetku tisočletja zasnovan kot del s komercialno dance in house glasbo med 14. in 17. uro in kot del z manj komercialnimi zvrstmi, kot so trance, minimal, progressive in techno med 17. in 18. uro.  
Radio je najbolj znan po oddaji DeeJay Time, ki jo vodi Dean on The Mike. Oddaja DeeJay Time je bila zasnovana kot popoldanski vodeni program, ki je vključeval didžeja, ki je v živo miksal večinoma elektronsko popularno glasbo. Sprva je bil termin predvajanja ob petkih zvečer, nato med tednom popoldne med 14. in 18. uro, trenutno pa je na sporedu ob delovnikih med 16. in 19. uro. Določeno obdobje se je program predvajal vzporedno tudi na Studiu D. Ekipa DeeJay Time-a je v določenem obdobju pripravljala tudi tedensko enourno oddajo Najgibljivejših 20, ki se je predvajala na slovenskih lokalnih postajah, pripravljala pa se je tudi izvedba oddaje za hrvaške postaje. Po letu 2000 je bila ob četrtkih na sporedu izvedba oddaje DeeJay Time OnlyMusic samo z glasbo, ki jo je miksal Dr. Silvano DJ. V istem obdobju so bili ob petkih med 14. in 16. uro gostje v studiu poslušalci oddaje.   
Od januarja 2023 je na sporedu oddaja Salomon DJ Show, ob nedeljah po 22. uri je tako na sporedu set DJ Tiesta (Club Life), ob sredah po 22. uri pa set Armina Van Buurna (oddaja A State of Trance).  

## Aktualne oddaje (stanje oktober 2022):
- Vsako jutro dobro jutro (od ponedeljka do sobote med 5.00 in 9.00)
- Non Stop hiti (od ponedeljka do petka med 9.00 in 13.00)
- Megasalomon (vsak dan med 13.00 in 16.00)
- DeeJay Time (od ponedeljka do petka med 16.00 in 19.00, med 18.30 in 19.00 rubrika 90ta so zakon, ob petkih med 16. in 19. uro izvedba oddaje DeeJay Time Back in Time Megamix)
- Salomon Extra večer (od ponedeljka do četrtka med 19.00 in 22.00, ob petkih med 19.00 in 23.00)
- Noč ima svojo moč in najboljšo glasbo (od ponedeljka do srede med 23.00 in 5.00, od četrtka do sobote med 3.00 in 5.00)
- Vaši hiti (ponedeljek med 22.00 in 23.00)
- La Hora Feliz lestvica (glasbena lestvica latino glasbe, nedelja med 18. in 19. uro)
- 90ta in the mix (dance glasba devetdesetih, sreda in sobota med 22. in 23. uro)
- DJ Sylvain in the mix (house glasba, četrtek med 22. in 23. uro)
- Dance Now (dance glasba, četrtek, petek in sobota med 23. in 3. uro)
- Airplay 50 (lestvica najbolj predvajanih pesmi na Radiu Salomon, sobota in nedelja med 9. in 12. uro)
- DeeJay Time Najgibljivejših 100 (lestvica dance pesmi, sobota in nedelja med 16. in 18. uro)
- Vklopovih Urbanih 20 (sobota med 18. in 19. uro)
- Afterica (nedelja med 5. in 9. uro)

## Oddaje, ki jih ni več na sporedu:
- Nedeljske glasbene čestitke z DJ Bucyjem (v devetdesetih, ob nedeljah med 11. in 15. uro);
- Salomonova vroča linija (predvajana okrog leta 2000, ob petkih med 18. in 20. uro);
- Tu negde blizu (balkanska turbofolk glasba, predvajana okrog leta 2000, ob nedeljah med 18. in 20. uro);
- DeeJay TIme Back in Time (v devetdesetih, glasba osemdesetih, sobota med 14. in 17. uro);
- Vever'ca (techno, hardstyle glasba, okrog leta 2005, v okviru programa DeeJay Time med 16.45 in 17.00);
- Pump it up z MC Brigo (hip hop in R&B, v devetdesetih, ob torkih med 20. in 22. uro);
- Dragi Salomon (konec devetdesetih, ob ponedeljkih med 20. in 22. uro);
- Glasbene želje (devetdeseta in okrog 2000, od ponedeljka do petka med 11. in 13. uro);
- SMS DJ (okrog leta 2005, med 13. in 14. uro);
- House FM (house glasba, DJ Boru-T, v letih 2003 in 2004, ob sredah med 20. in 23. uro);
- DJ Mix (v letih 2003 in 2004, MC Joy Machine in DJ VoV, od ponedeljka do petka med 15. in 19. uro);
- Supersonika (house in techno, v letih 2003 in 2004, ob petkih med 20. in 23. uro);
- Studio 54 (disco glasba, v letih 2003 in 2004, MC Joy Machine, ob četrtkih med 20. in 22. uro);
- Salomon Klub (seti najbolj znanih svetovnih DJ-jev, vsak dan med 23. in 3. uro);
- Salomon Klasika (največji hiti iz zgodovine Radia Salomon, ob sredah med 23. in 3. uro).